# Фантастика Австралії
Фантастика Австралії — фантастична література англійською мовою, створена письменниками з Австралії.
До середини ХХ століття в Австралії домінувало біле населення і діяв політичний курс «Біла Австралія», який створював бар'єри для іммігрантів з Азії, зокрема законодавство обмежувало імміграцію і громадянство. Після 1960-х держава перебудувала національну ідентичність і відкрилася для масової імміграції.

### Видавничі перешкоди
У ХІХ і на початку ХХ століть багато австралійських творів про загублені світи містили мало власних ідей і мали помірну популярність.
Оригінальні твори почали з'являтися в ХХ столітті, але відсутність розвинутої видавничої галузі перешкоджала їхньому поширенню.
«Соціальний код» (The Social Code, 1909), невелике романтичне оповідання Ерле Кокса, описувало взаємини на величезній відстані між марсіанською дівчиною і земним астрономом. Твір з'явився за три роки до першого роману Берроуза з Барзумського циклу, але не набув всесвітньої популярності. 1919 Кокс написав, а 1947 переробив «Із тиші» (Out of the Silence), твір став класичним у австралійській фантастиці, перше видання автор надрукував самостійно.

### ХІХ століття
Перші утопічні твори з'явилися в середині дев'ятнадцятого століття і переважно описували нові суспільства на великих недосліджених територіях у далекому майбутньому або всередині материка. Американські і британські письменники подібно описували території як місце дій в утопіях.
1851 почалися австралійські золоті лихоманки, що спричинило страх прибуття іноземців і сповнило суспільство расових упереджень. До кінця століття у творах з'явився страх перед азійськими ордами («жовта загроза»):
1895 Кеннет Маккей «Жовта хвиля: романс про азійське вторгнення в Австралію» (The Yellow Wave: A Romance of the Asiatic Invasion of Australia).
1904 Томас Ройдхаус «Кольорове завоювання» (The Coloured Conquest).
1909 Сі Ейч Кірмес «Австраліська криза» (The Australian Crisis).
Подібні романи, з меншими расистськими інтонаціями, друкувалися і пізніше:
1984 Джон Гукер «Солдати в кущах» (The Bush Soldiers).
1991 Ерік Вілмот «Вздовж колії» (Up the Line).

### ХХ століття
Фантастика ХХ століття складається з двох головних категорій — твори про загублені світи і героїчна фантастика.
Фантастика для дітей описувала місцеві умови і фауну, що не відповідає класичній фантастиці.
У міжвоєнні роки найпоширенішими були твори для дорослих про загублені світи, які поступово зникли до 1960-х.
Філ Коллас оминув видавничі проблеми місцевого рівня і 1935 надрукував у США «Внутрішнє королівство» (The Inner Domain), у якому дослідники в центральній Австралії телепортувалися до цивілізації аборигенів на багато кілометрів під поверхнею Землі.
Аллан Коннелл 1935 видав у США «Владу рептилій» (The Reign of the Reptiles), у якій дослідники за допомогою машини часу потрапили у епоху високорозвиненої цивілізації інтелектуальних рептилій.
Під час другої світової війни уряд Австралії заборонив зокрема завозити іноземні журнали, що посприяло зростанню продажів творів місцевих авторів. 1945 було надруковано серію з трьох романів Коннелла «Зміїний край» (Serpent Land), написаних у середині 1930-х. Фантастичні пригоди в недослідженій частині Південної Америки не містили оригінальних ідей, але були ескапізмом для старших підлітків.
Після Другої світової війни художник Стенлі Пітт і письменник Френк Ешлі створили Ярмака — подібного до Тарзана персонажа, який з'явився у можливо першому в країні коміксі.
1955 у США надруковано «Люди-мурахи» (The Ant Men) Еріка Норта. Дослідники потрапляють у минуле до цивілізації в Центральній Австралії, у якій монарх-жаба панує над велетенськими мурахами. Твір перевидався кілька разів. Австралійський піджанр загублених світів занепадав і роман не повторив успіху першого твору Коннелла.
У 1970-х австралійська героїчна фантастика набула чітко впізнаваних форм. 1974 художник Роджер Флетчер почав серію Орн про воїна верхи на орлі, з червня 1976 ім'я змінилося на Торкана, який нагадував Конана.
1979 почато друк сатиричного коміксу Горґ про космічного Конана, авторства Джея Гоффмана. 1981 номіновано на австралійську премію з фантастики Дітмар.
Фантастична історична розповідь Роберта Інґпена «Австралійські гноми» (Australian Gnomes, 1979), 1980 отримала Дітмар.
Чотири збірки про Британію темних віків:
1975 опубліковано перший твір Кейта Тейлора «Біженці взимку» (Fugitives in Winter).
1981 опубліковано «Коли панує тиша» (When Silence Rules), згодом отримала Дітмар.
1981 опубліковано оповідання роман «Бард» на базі оповідань, номіновано на Дітмар 1982, згодом створена п'ятичастинна серія, третій твір із якої отримав Дітмар 1987.
Автор, видавець і редактор Пол Коллінз створив австралійський ринок героїчного фентезі, скориставшись власним видавництвом Воід (Void Press). 1977 в американському журналі надруковано його два перші оповідання. Він друкував і редагував серію антологій «Світи» (Worlds). Першим в Австралії надрукував романи героїчного фентезі — другий роман Тейлора «Списи Ненгесдула» (Lances of Nengesdul, 1982), і «Спокуса короля-відьмака» (The Tempting of the Witch King, 1983) Рассела Блнкфорда.
На початку 1980х австралійське героїчне фентезі набуло популярності. За період 1981-90 чверть химерних романів, висунутих на премію Дітмар становило фентезі, п'ятеро номінантів отримали нагороду.
Читачі, на відміну від місцевих видавництв, прихильно сприймали австралійську химерну літературу. Автор героїчного фентезі Ендрю Вітмор 1984 отримав Дітмар за повість («Above Atlas his Shoulders») 1990 у США опубліковано ("The Fortress of Eternity), номіновану на Дітмар.
Менш фентезійні і більш фантастичні книги Террі Довлінга описують внутрішню Австралію з екзотичним населенням і фауною, використовуючи подібність австралійських ландшафтів на застарілі уявлення фантастів про Марс.
1990 надруковано «Коло світла» (Circle of Light) Мартіна Міддлтона. Це героїчне фентезі не було проривним, його тема і стиль вже були використані іноземними авторами. За три роки продали рекордну для місцевих жанрів кількість примірників. 1992 видано продовження циклу «Хроніки Вартових» (Chronicles of the Custodians) «Сфера впливу» (Sphere of Influence), яке вразило критиків своїм успіхом.
Номінації на Дітмар впродовж 1991—94 оприявнили спад попиту на фентезі. Не було висунуто жодного химерного оповідання. З романів 15 % були фентезійними (і жоден не переміг). Співвідношення знизилося в 1980-х, можливо внаслідок збігу зі сплеском друкування у більших обсягах якісніших науково-фантастичних творів.

### Комп'ютерні ігри
Стратеджік стадіс груп (Strategic Studies Group) продала понад 50 тисяч копій кожної фентезійної гри Ворлрдс і Ворлордс-2. Це були фінансово найбільш успішні і найприбутковіші фентезійні продукти в Австралії.

### Дитяче фентезі
Райтінсон почала писати в середині 1960-х, до середини 1970-х усталилася її репутація як однієї з найкращих австралійських авторок жанру. Її цикл Вірран (Wirrun, 1977—1981) один з найуспішніших у жанрі. Перший твір (The Ice Is Coming, 1977) отримав нагороду «Дитяча книжка року». За твором (The Nargun and the Stars, 1973) зробили радіопостановку і екранізацію, нагорода «Дитяча книжка року» і спеціальне видання 1986 отримало дві медалі Ганса Крістіана Андерсена.
Віктор Келлехер написав кілька романів для дітей, які отримали різні нагороди. (Master of the Grove, 1982) нагорода «Дитяча книжка року», «Братик Ніч» (Brother Night, 1990) почесна нагорода «Дитяча книжка року». Його фентезі містить потужні моральні і соціальні повчання.
Фентезійний роман Ізобель Кармоді «Збирання» (The Gathering, 1993) отримав нагороду «Дитяча книжка року».